# Dutenhofener See
Der Dutenhofener See ist ein ca. 36 Hektar großer Bade- und Anglersee in der mittelhessischen Stadt Wetzlar. Er ist je nach Untergrund zwischen drei und elf Meter tief. Im Dutenhofener See befinden sich drei Inseln, die jeweils rund 25 bis 50 Meter im Durchmesser aufweisen.
Auf dem See wird Segelsport betrieben. Zudem gibt es einen ca. 950 Quadratmeter großen, feinen Sandstrand sowie einen großen Campingplatz.

## Lage
Der Dutenhofener See ist der größte von mehreren Badeseen in Wetzlar. Er liegt direkt zwischen der Lahn im Norden und der Bundesstraße 49 im Süden.
Der See liegt links der hier generell nach Westen fließenden Lahn, die hier ihren Nullpunkt der Kilometrierung hat. Ab hier werden flussauf die Kilometer negativ gezählt, flussab in Richtung Mündung in den Rhein positiv.